# Maiestas
Maiestas (lateinisch; wörtlich: „die Hoheit“, „die Erhabenheit“, „die Würde“) bezeichnete im antiken Rom eine Eigenschaft, die den Göttern, einer hochgestellten Persönlichkeit, insbesondere dem römischen Kaiser, aber auch dem Pater familias zukam. Im staatlichen Bereich bezeichnete Maiestas darüber hinaus die Hoheit des Staates, in republikanischer Zeit namentlich des politisch berechtigten Volkes, und drückte nach außen den Vorrang des römischen Volkes gegenüber anderen Völkern, nach innen den Vorrang des Staates gegenüber dem einzelnen aus. Im Übergang zur Kaiserherrschaft, dem Prinzipat, wurde diese Hoheit zunehmend auf die Person des Kaisers verlagert, dessen Stellung ursprünglich als durch Sondergesetze vom Volk übertragen galt, schließlich aber diesen Rückbezug auf die Würde des Volkes verlor. 
Eine Verletzung religiöser oder staatlicher Maiestas konnte zu allen Zeiten als Verbrechen geahndet werden, in frühen Zeiten vor allem in Fällen von Tempelraub oder -schändung, daneben aber auch etwa wegen Missachtung des Volkswillens, Beleidigung der plebs, Hoch- und Landesverrats und Kompetenzüberschreitung durch Feldherren und Statthalter (crimen minutae maiestatis). Diesbezügliche Verbrechen waren in der Regel Amtsdelikte. Verurteilung wegen des Vergehens hatte Verbannung zur Folge.
Während der Kaiserzeit setzte zunehmend eine Verfolgung von Majestätsbeleidigung (crimen laesae maiestatis) ein, worunter ab Tiberius mehr und mehr verschiedenartige Vergehen gegen den Kaiser, seine Familie und seine Vorrechte zusammengefasst wurden. Unter Tiberius wurde für das crimen laesae maiestatis die Todesstrafe eingeführt. In der Kaiserzeit wurden schließlich auch Anzeigen von Sklaven, Soldaten, Infamen und Frauen zugelassen, zudem die Folterung freier Zeugen und Beschuldigter sowie von Sklaven in Verfahren gegen ihren Besitzer praktiziert. 
Mit der lex Quisquis des Arcadius aus dem Jahr 397 wurde bereits die Absicht strafbar, ein crimen maiestatis zu begehen, und die kaiserliche maiestas wurde auf alle kaiserlichen Beamten erweitert. Das Vermögen nicht nur der Verurteilten, sondern auch ihrer Söhne wurde von nun an eingezogen.